# Agurin
Agurin är en äldre läkemedelssubstans som är en förening av natriumacetat och teobromin. Agurin bildar ett kristallint hydroskopiskt pulver och som använts inom medicinen som urindrivande medel.